# Гендельштейн, Альберт Александрович
Альбе́рт Алекса́ндрович Гендельште́йн (4 апреля 1906, Пенза — 25 марта 1981, Москва) — советский режиссёр и сценарист игрового и документального кино.

## Биография
Родился 19 марта (4 апреля) 1906 года в Пензе в еврейской семье.
Окончил режиссёрский факультет Государственного техникума кинематографии в 1927 году. Получил приглашение поработать ассистентами на съёмках картины Всеволода Пудовкина «Конец Санкт-Петербурга» (1927). Был режиссёром нескольких «культурфильмов» о лесе. В списке Моисея Алейникова был отмечен первым как наиболее перспективный режиссёр. Был постановщиком нескольких игровых картин на «Межрабпомфильме» и «Союздетфильме». Но после серии статей, разругавших «Лермонтова» (1943), в частности С. Бородина в «Правде», а также В. Шкловского, путь Гендельштейну на поприще игрового кино был перекрыт.
С 1945 года — режиссёр на ЦСДФ, затем на Моснаучфильме. Выступал и как сценарист. Автор ряда сюжетов в киножурналах «Звёздочка», «Здоровье», «Наука и техника», «Новости сельского хозяйства», «Хочу всё знать».
Скончался 25 марта 1981 года после продолжительной тяжёлой болезни. Похоронен в Москве на Востряковском кладбище.

## Семья
- Первая жена — актриса Евгения Ивановна Рогулина (1906—1984), работала в русских театрах Ашхабада и Душанбе.
  - Дочь — актриса Юлия Альбертовна Гендельштейн (в замужестве Севела, род. 1934), была первым браком замужем за Юлианом Паничем, вторым браком (1957) — за Эфраимом Севелой. С 1971 года живёт в Израиле.
    - Внучка — Мария Севела (род. 1960), французский историк-японист.

  - Сын — Валерий Альбертович Гендельштейн (позже Рогулин, род. 1936), инженер, режиссёр-постановщик научно-популярных фильмов и телепередач[5].
    - Внуки — Александр Рогулин, Дан Хен.
- Вторая жена — эстрадная певица Эдит Утёсова. Дети от первого брака также воспитывались в новой семье отца и в доме деда — Леонида Утёсова.

## Фильмография

### Режиссёр
- 1935 — Любовь и ненависть (совм. с В. Прониным)
- 1938 — Поезд идёт в Москву (совм. с Д. Познанским)
- 1941 — Ровно в семь (новелла в Боевом киносборнике № 7)
- 1943 — Лермонтов
- 1945 — Александр Покрышкин
- 1949 — В гостях у старейших
- 1950 — Первые крылья[6]
- 1954 — На полях Кубани
- 1956 — «Товарищ» уходит в море
- 1957 — Художники пяти континентов (совм. с Я. Толчаном)[7]
- 1959 — Точка опоры в небе. Вертолёты помогают строителям
- 1961 — Во глубине сибирских руд (совм. с А. Алиповой)[8]
- 1963 — Два дня в Непале (совм. с Д. Боголеповым)[9]
- 1963 — Здравствуй Индия (совм. с Д. Боголеповым)[10]
- 1963 — На земной орбите — Мексика[11]
- 1963 — Скульптор и время
- 1963 — «Чайка» на острове Свободы[12]
- 1964 — Индонезия и Бирма приветствуют героев (совм. с Д. Боголеповым)[13]
- 1964 — Остров вечного лета — Цейлон (совм. с Д. Боголеповым)[14]
- 1964 — Чайка в Лондоне[15]
- 1965 — В небе Покрышкин[16]
- 1967 — Дмитрий Шостакович. Эскизы к портрету композитора[17]
- 1969 — Руками хирурга
- 1972 — Зинаида и Михаил Воронины[18]
- 1975 — Когда молчат песни и предания (фильм 1 из цикла «Древнерусская архитектура») (совм. с В. Двинским)[19]

### Сценарист
- 1939 — Воздушная почта
- 1956 — Под парусами
- 1956 — «Товарищ» уходит в море
- 1959 — Точка опоры в небе. Вертолёты помогают строителям
- 1963 — Здравствуй Индия
- 1963 — На земной орбите – Мексика
- 1967 — Дмитрий Шостакович. Эскизы к портрету композитора (совм. с Г. Ягдфельдом, Л. Белокуровым)

## Призы и награды
- 1956 МКФ в Канне — приз за лучший сценарий, фильм «„Товарищ“ уходит в море»[1]
- 1968 Всесоюзный кинофестиваль — главный приз за фильм «Дмитрий Шостакович»[1]
- 1970 Всесоюзный кинофестиваль — диплом и премия за лучшую режиссуру, фильм «Руками хирурга»[1]